# راصد ۳۲
راصد ۳۲ یک سامانه شنود و دیده‌بانی هوشمند است که توسط ارتش ایران ساخته شده‌است. از این سامانه در جریان رزمایش مدافعان آسمان ولایت ۴ در آبانماه ۱۳۹۱ رونمایی شد.

## خصوصیات
به گفته سرتیپ فرزاد اسماعیلی فرمانده قرارگاه پدافند هوایی ارتش ایران، سامانه راصد ۳۲ به شبکه یکپارچه پدافند هوایی ارتش ایران تحت عنوان دیده‌بان هوشمند متصل شده‌است و این قابلیت را می‌دهد که تمامی اطلاعات پروازی یک هدف کشف شده و بدون صرف زمان بلافاصله اطلاعات را به پست‌های فرماندهی ارسال کند.
وی افزود سامانه راصد ۳۲ در مناطق حساس و حیاتی و نیز مراکز هسته‌ای ایران مورد استفاده قرار می‌گیرد. این سامانه قابلیت تحرک دارد و سیار است و هر پرنده یا سایت زمینی به هر میزان که قدرت انتشار امواج داشته باشد توسط این سیستم شنود قابل کشف است.